# Penn Estates
Penn Estates es un lugar designado por el censo ubicado en el condado de Monroe en el estado estadounidense de Pensilvania. En el Censo de 2010 tenía una población de 4493 habitantes y una densidad poblacional de 842,52 personas por km².

## Geografía
Penn Estates se encuentra ubicado en las coordenadas 41°2′0″N 75°14′24″O / 41.03333, -75.24000. Según la Oficina del Censo de los Estados Unidos, Penn Estates tiene una superficie total de 5.33 km², de la cual 5.23 km² corresponden a tierra firme y (1.85%) 0.1 km² es agua.

## Demografía
Según el censo de 2010, había 4493 personas residiendo en Penn Estates. La densidad de población era de 842,52 hab./km². De los 4493 habitantes, Penn Estates estaba compuesto por el 49.54% blancos, el 30.02% eran afroamericanos, el 0.53% eran amerindios, el 3.27% eran asiáticos, el 0% eran isleños del Pacífico, el 11.53% eran de otras razas y el 5.1% pertenecían a dos o más razas. Del total de la población el 26.57% eran hispanos o latinos de cualquier raza.